# Ad Turres Albas
Ad Turres Albas va ser una antiga ciutat del Latium. Ad Turres Albas va pertànyer en origen als volscs, i es trobava en la costa, a uns 9 quilòmetres de Circeii i a altres tants d'Astura. La seva situació exacta no es coneix amb precisió: els editors de l'Atlas de Barrington del món grec i romà, ho situen a prop del llac di Caprolace a la província de Latina que forma part de la regió del Laci dins d'Itàlia.